# Verzet (Tweede Wereldoorlog)

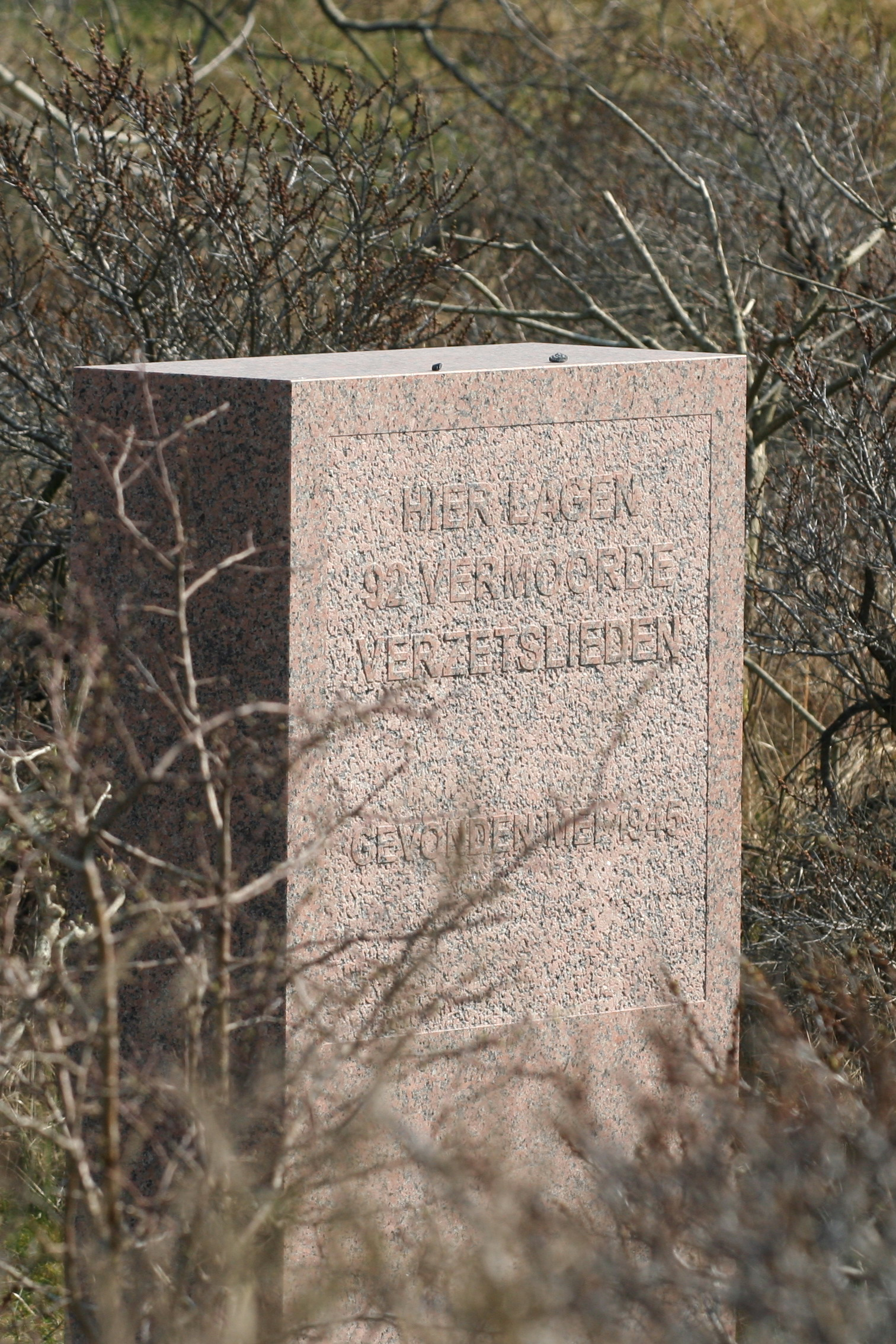
Herdenkingssteen in Kennemerduinen waar de lichamen van 92 vermoorde verzetslieden zijn gevonden

Verzet kwam in de Tweede Wereldoorlog voor in alle landen bezet door de Asmogendheden. Dit varieerde van het lezen van verzetskranten tot het verbergen van neergestorte piloten of zelf gewapend in opstand komen tegen de bezetters. Het verzet wordt ook wel aangeduid als 'de ondergrondse'. Onder de bekendste verzetsgroepen waren het Poolse Binnenlandse Leger, de Franse Maquis, de Italiaanse Comitato di Liberazione Nazionale en de Griekse en Joegoslavische partizanen. Het Communistische Verzet was onder de felste groepen omdat de communistische ideologie in veel opzichten precies de tegenovergestelde was van die van de nazi's. Daarnaast waren communisten vaak al voor de oorlog militant en georganiseerd. 

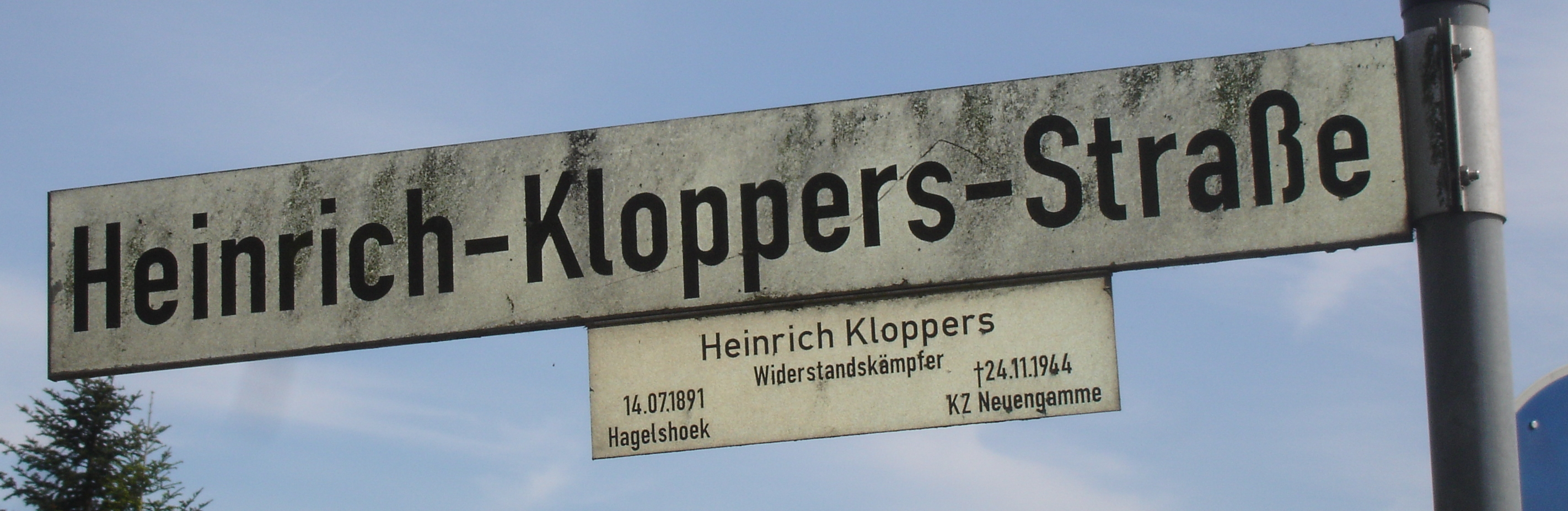
Ook in Duitsland worden de verzetsstrijders als helden beschouwd

Veel landen hadden groepen die gewijd waren aan het bieden van tegenstand aan de nazi's. Ook Duitsland zelf kende verschillende verzetsgroepen. Hoewel Groot-Brittannië zelf niet te maken kreeg met een invasie, werden er wel voorbereidingen getroffen voor een verzetsgroep genaamd Auxiliary Units in het geval van een Duitse invasie. Verschillende organisaties werden gevormd om buitenlandse verzetsgroepen te vormen of te ondersteunen. Voorbeelden hiervan zijn de Britse SOE en de Amerikaanse OSS, voorloper van de CIA.